# Richtstätte Bregenz

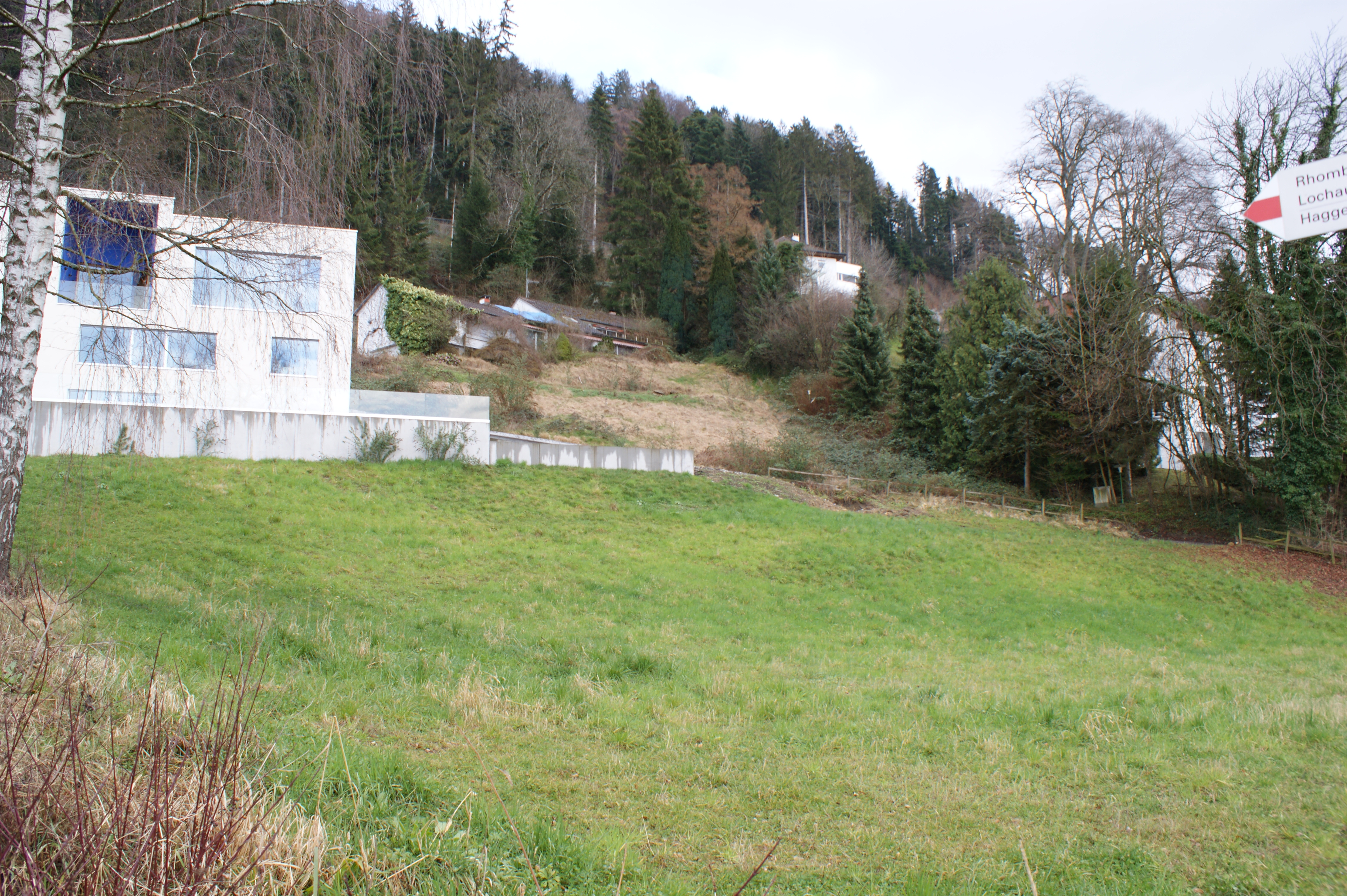
Blick auf einen Teil des ehemaligen Galgenhügels der Stadt Bregenz in der Gemeinde Lochau, nur wenige Meter vom Bodensee entfernt

Die Richtstätte Bregenz war die Richtstätte, an der Verurteilte aus der Herrschaft Bregenz in Vorarlberg hingerichtet wurden. Der Begriff Richtstätte stand früher auch für den Ort, an dem Gericht gehalten wurde.
Im Gericht Hofrieden ist überliefert, dass auch außerhalb der üblichen Richtstätte hingerichtet wurde. So ließ Marx Sittich von Ems in seiner Funktion als Vogt, 50 Bauern auf einem Henkerplatz  an der Leiblach  an Eichen aufhängen, die ihre Rechte im Rahmen eines Bauernaufstandes eingefordert hatten. Der Platz dort wird bis heute als „Henkeichen“ bezeichnet. 1526 wurden dann auch die Anführer dieser Bauern, Knopf von Leubas und Kunz Wirt gefangen genommen, wiederholt gefoltert und vermutlich an der Richtstätte Bregenz durch den Strang hingerichtet.

## Lage
Die Richtstätte Bregenz befand sich am südlichen Rand der Gemeinde Lochau (früher Teil des Gerichts Hofrieden) in der Parzelle Galgenbihl und ist teilweise noch unbebaut (415 m ü. A.). Am Hang stehen heute die Häuser Bregenzer Straße 27, 31 und 33.
Die Richtstätte befand sich zwischen den Ortschaften Lochau und Bregenz, in damals unbebautem Gebiet. Es führt jedoch die Hauptverkehrsstraße zwischen Lochau und Bregenz über den Klausberg bzw. die Klause direkt an der Richtstätte vorbei und die Getöteten konnten so von den Straßenbenutzern gut gesehen werden.

## Geschichte
In einer Urkunde vom 9. Januar 1498 wird ein Hochgericht im Bereich der Wellenau (Parzelle vor der Klause in Lochau) genannt, auf dem der Galgen der Herrschaft Bregenz stand. 1643 erlangte die Stadt Bregenz die Hohe Gerichtsbarkeit, die zuvor nur den jeweiligen Grafen von Bregenz zustand. Am 12. Dezember 1834 wurde vermutlich der letzte Mensch hier hingerichtet (Joh. Georg Rohner wegen Mord).
Auf dem Gelände der ehemaligen Richtstätte wurde 1873 die Villa Fairholme (auch: Villa Wellenau) von Sir Georg Fairholme erbaut. Diese wurde 1976 abgebrochen.

## Recht zur Ausübung der Blutgerichtsbarkeit
Die Grafen von Bregenz übten das Recht zur Tötung von Personen, die Blutgerichtsbarkeit, grundsätzlich aufgrund des Besitzes der Herrschaft Bregenz aus. Wie bei vielen Richtstätten liegt die Entstehungsgeschichte auch in Bregenz im Dunkeln und sind die ersten dort vorgenommenen Hinrichtungen in keinen Quellen verzeichnet. Wie viele Todesurteile hier vollstreckt wurden, ist daher unbekannt. In Bregenz ist seit 1565 erstmals ein eigener Scharfrichter belegt, Meister Mathis Pflug (siehe auch: Scharfrichter in Vorarlberg).